# Festa dei nonni
La festa dei nonni è una ricorrenza civile diffusa in alcune aree del mondo, celebrata in onore della figura dei nonni e della loro influenza sociale. Tale ricorrenza non è festeggiata in tutto il mondo nello stesso giorno. In gran parte dei paesi l'evento è festeggiato nel mese di settembre o di ottobre.
In Italia la festa dei nonni ricorre il 2 ottobre, a norma della legge n. 159 del 31 luglio 2005.
Nella tradizione cattolica, i patroni dei nonni sono i santi Gioacchino e Anna, genitori di Maria e nonni materni di Gesù, che vengono celebrati il 26 luglio: proprio in relazione a tale ricorrenza, papa Francesco ha stabilito che ogni quarta domenica di luglio si tenga in tutta la Chiesa la Giornata Mondiale dei Nonni e degli Anziani.

## Storia
La festa dei nonni è stata creata negli Stati Uniti d'America nel 1978 durante la presidenza di Jimmy Carter su proposta di Marian McQuade, una casalinga della Virginia Occidentale, madre di quindici figli e nonna di quaranta nipoti. La McQuade incominciò a promuovere l'idea di una giornata nazionale dedicata ai nonni nel 1970, lavorando con gli anziani già dal 1956. Riteneva, infatti, come obiettivo fondamentale per l'educazione delle giovani generazioni, la relazione con i loro nonni.

### Stati Uniti e Canada
Negli Stati Uniti la festa nazionale dei nonni (National Grandparents' Day) viene celebrata ogni anno la prima domenica dopo il Labor Day.
In Canada il National Grandparents' Day è stato celebrato il 25 ottobre a partire dal 1995 fino al 2014, anno della sua abolizione.

### Francia
In Francia, i nonni e le nonne sono festeggiati ogni anno separatamente. La festa della nonna è presente dal 1987 la prima domenica di marzo, anche se si tratta di una festa commerciale, quindi non di carattere ufficiale. Dal 2008 è stata introdotta la festa del nonno la prima domenica di ottobre.

### Portogallo e Spagna
In Portogallo la giornata dei nonni (Dia dos Avós) viene celebrata il 26 luglio.
In Spagna la giornata dei nonni (Día de los Abuelos) viene celebrata il 26 luglio e ha cominciato a prendere piede dal 1998.

### Regno Unito
Nel Regno Unito la giornata dei nonni venne introdotta nel 1990 su iniziativa dell'ONG Age Concern, e dal 2008 viene celebrata la prima domenica di ottobre.

### Italia
A partire dal 1997 alcune realtà interessate alla promozione della cultura floreale iniziano a proporre la celebrazione della ricorrenza.
Nel 2004 il Comune di Noceto con l'intento di dare riconoscimento al valore sociale dei nonni si fa promotore dell'iter legislativo per l'istituzione di una festa dedicata a loro presso il Parlamento.
La festa dei nonni è istituita come ricorrenza civile per il giorno 2 ottobre di ogni anno con la legge n. 159 del 31 luglio 2005  «quale momento per celebrare l'importanza del ruolo svolto dai nonni all'interno delle famiglie e della società in generale». La data del 2 ottobre coincide con il ricordo liturgico degli angeli custodi nel calendario dei Santi cattolico.
La legge istituisce anche il «Premio nazionale del nonno e della nonna d'Italia», che il presidente della Repubblica assegna annualmente a dieci nonni, in base a una graduatoria compilata dall'apposita commissione del Ministero del lavoro e delle politiche sociali e del Ministero dell'istruzione, dell'università e della ricerca. Il compito di promuovere iniziative di valorizzazione del ruolo dei nonni, in occasione di tale data, spetta per legge a regioni, province e comuni.

## Fiore ufficiale della festa dei nonni

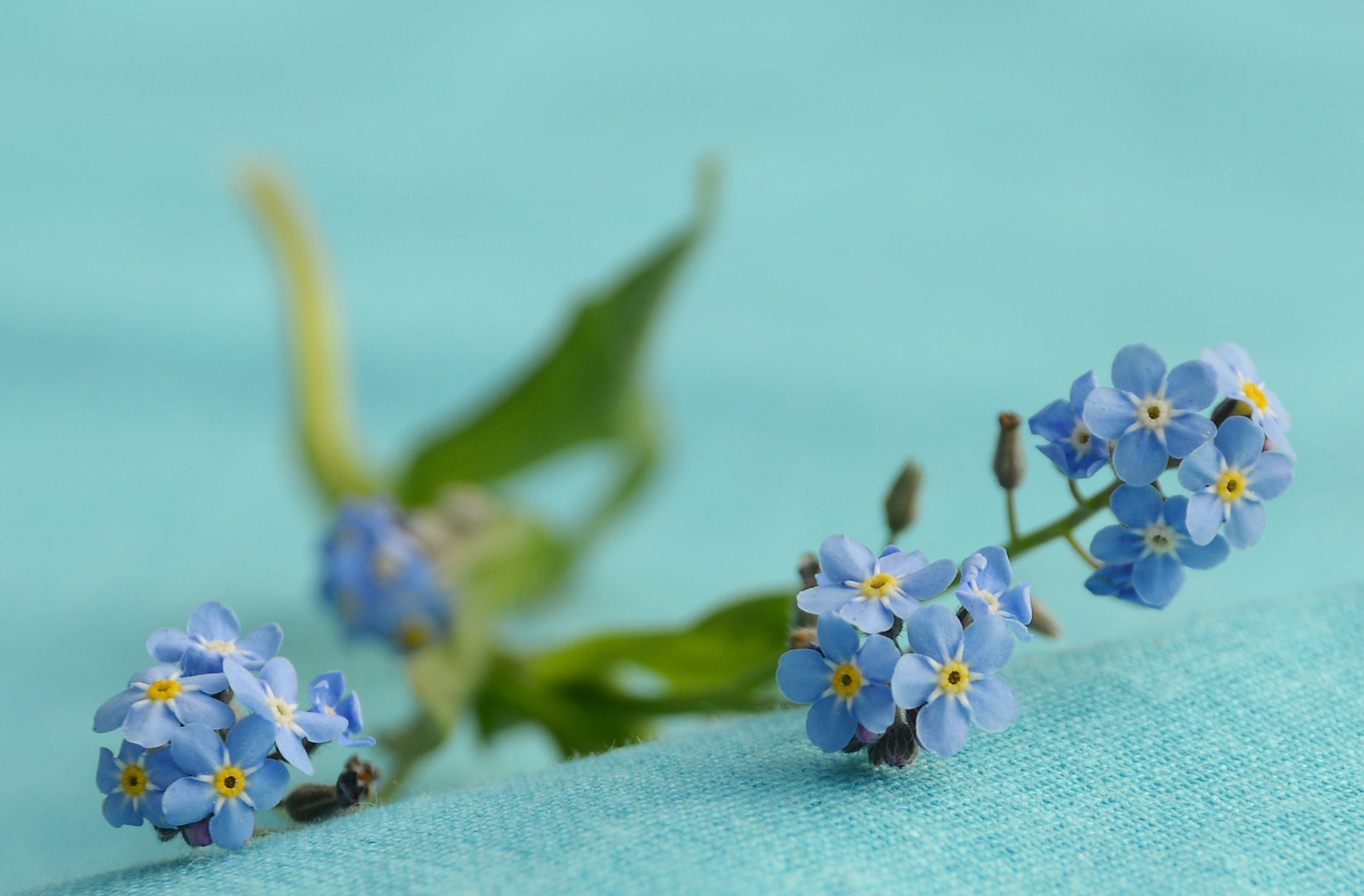
Nontiscordardimé

Il fiore ufficiale della festa dei nonni è il nontiscordardimé. Il suo nome scientifico è myosotis, una parola greca che significa "orecchie di topo", dalla forma della foglia. In Italia è presente in tutte le regioni con un numero variabile di specie.